# Saint-Léger-de-Linières
Saint-Léger-de-Linières is een fusiegemeente (commune nouvelle) in het Franse departement Maine-et-Loire (regio Pays de la Loire). De plaats maakt deel uit van het arrondissement Angers. Saint-Léger-de-Linières is op 1 januari 2019 ontstaan door de fusie van de gemeenten Saint-Jean-de-Linières en Saint-Léger-des-Bois. De gemeente telde 3.860 inwoners op 1 januari 2022.

## Geografie
De oppervlakte van Saint-Léger-de-Linières bedroeg op 1 januari 2022 24,08 vierkante kilometer; de bevolkingsdichtheid was toen 160,3 inwoners per km².

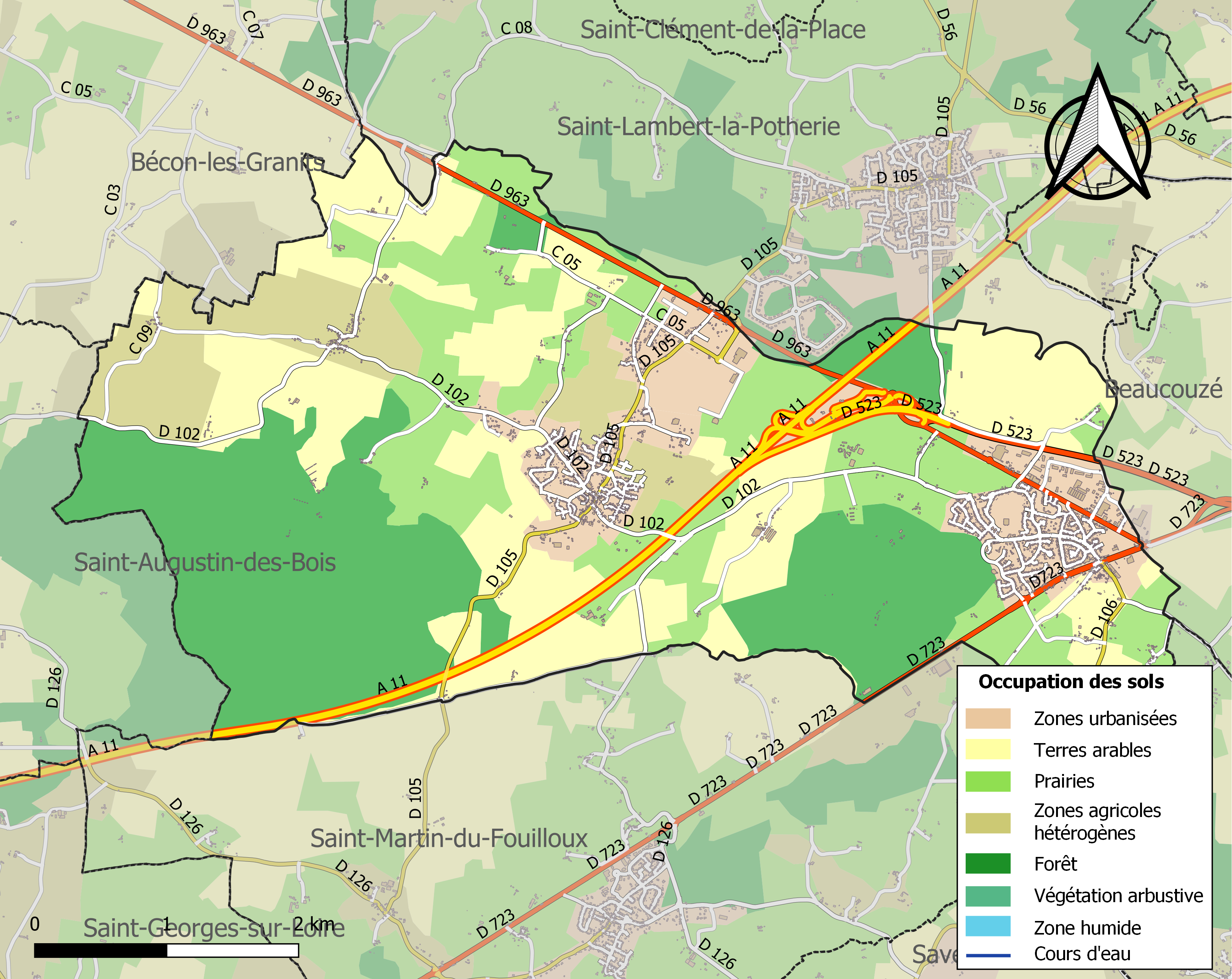
Kaart van de gemeente met de belangrijkste infrastructuur, bodemgebruik en omliggende gemeenten